# Jeon Ji-soo
Jeon Ji-soo (* 13. Dezember 1985) ist eine südkoreanische Shorttrackerin.

## Werdegang
Jeon trat erstmals bei den Juniorenweltmeisterschaften 2005 in Belgrad in Erscheinung. Dort gewann sie im Mehrkampf und im 1500-m-Superfinale die Silbermedaille und über 1000 m die Goldmedaille. Zu Beginn der Saison 2006/07 holte sie in Changchun mit der Staffel ihren ersten Weltcupsieg. Im weiteren Saisonverlauf erreichte sie mit der Staffel dreimal den zweiten und einmal dritten Platz. Über 500 m kam sie dreimal auf den dritten Rang und über 1000 m einmal auf den dritten Rang. Im März 2007 gewann sie bei den Weltmeisterschaften 2007 in Mailand Gold mit der Staffel über 3000 m. Bei den anschließenden Shorttrack-Teamweltmeisterschaften 2007 in Budapest holte sie ebenfalls die Goldmedaille. Die Saison beendete sie auf den vierten Rang im Weltcup über 500 m. Bei der Winter-Universiade 2011 in Erzurum gewann sie mit der Staffel über 3000 m. In der Saison 2014/15 holte sie im Weltcup mit der Staffel zwei Siege und zweimal den zweiten Rang. Über 500 m errang sie zweimal den zweiten und einmal den dritten Rang und erreichte damit den zweiten Platz im Weltcup über 500 m. Beim Saisonhöhepunkt den Weltmeisterschaften 2015 in Moskau gewann sie die Goldmedaille mit der Staffel.

## Persönliche Bestzeiten
- 500 m      43,027 s (aufgestellt am 9. November 2014 in Salt Lake City)
- 1000 m    1:31,037 min (aufgestellt am 7. November 2014 in Salt Lake City)
- 1500 m    2:24,381 min (aufgestellt am 9. Januar 2005 in Belgrad)